# Deep Purple
Deep Purple é uma banda britânica de rock formada em Hertford, em 1968. Juntamente com as bandas Black Sabbath e Led Zeppelin, o Deep Purple é considerado um dos pioneiros do heavy metal e do hard rock moderno, embora alguns de seus integrantes tenham tentado não se categorizar como apenas um destes gêneros. A banda também incorporou elementos do barroco, da psicodelia, do blues e do rock progressivo ao seu som. Foram listados pelo Livro Guiness dos Recordes "como a banda com o som mais alto ao vivo no mundo", e venderam mais de 150 milhões de álbuns ao redor do mundo.
A banda passou por diversas mudanças de formação, além de um hiato de oito anos (1976-84). As formações do período 1968-76 foram comumente chamadas de fases I, II, III e IV. Sua segunda formação, a mais bem-sucedida comercialmente, contou com Ian Gillan (vocal), Ritchie Blackmore (guitarra), Jon Lord (teclado), Roger Glover (baixo) e Ian Paice (bateria). Esta formação esteve em atividade de 1969 a 1973, e foi reunida de 1984 a 1989 e, brevemente, em 1993, antes que os atritos entre o guitarrista Ritchie Blackmore e os outros membros da banda se tornassem intransponíveis. A formação atual é composta por Paice, Gillan, Glover,  o guitarrista Steve Morse (membro desde 1994) e o tecladista Don Airey (que entrou em 2002 após o afastamento de Jon Lord).
A marca da banda sempre foi a mistura de guitarra e teclado, com riffs simples e fortes e solos vigorosos. O Deep Purple ficou na 22ª posição na lista dos "Maiores Artistas de Hard Rock" do canal de TV VH1, recebeu o título de "Lenda da Música" na premiação World Music Awards de 2008 e entrou no Hall da Fama do Rock and Roll em 2016.

## História

### Início (1967–1968)
Em 1967, Chris Curtis, ex-baterista do The Searchers, contatou o empresário de Londres Tony Edwards, na esperança de que ele conseguiria um novo grupo que estava montando, para se chamar Roundabout. Eles se revezariam em torno do baterista, como num carrossel. Depois de a ideia ter sido comprada pelo produtor Tony Edwards, o primeiro músico a descobri-la foi o tecladista Jon Lord, colega de Curtis nos The Flowerpot Men, onde também tocava o baixista Nick Simper.
Era o final dos anos 60, e Curtis estava metido até o pescoço no espírito da época. Certa vez, Lord entrou no apartamento e encontrou as paredes cobertas de papel-alumínio. Seu colega havia redecorado a casa para mudar o astral. Liga, desliga, cai na estrada: Curtis desapareceu. O grupo achou um guitarrista — Ritchie Blackmore, conhecia um baterista — Ian Paice — que trouxe um colega da The Maze — o vocalista Rod Evans. Com a saída de Curtis, acabou a ideia do rodízio e a banda precisava trocar de nome. Em fevereiro de 1968, depois de queimar pestana em uma lista de nomes que incluía o pomposo Orpheus, acabou vencendo o título da música favorita da avó de Blackmore: Deep Purple.
O primeiro disco, Shades of Deep Purple, foi lançado em setembro de 1968. Recheado de regravações (incluindo versões progressivas de "Help!", dos Beatles, e "Hey Joe", de Jimi Hendrix), o disco estourou nas paradas de sucesso dos Estados Unidos com uma música de Joe South: "Hush", o primeiro single da banda. Em dezembro daquele ano, quando o segundo disco (The Book of Taliesyn) já havia sido lançado, eles fizeram sua primeira turnê na América, acompanhando o Cream. Nessa turnê, além de visitar a mansão de Hugh Hefner, criador da revista Playboy, o grupo também descobriu que outro motivo de seu sucesso no Novo Mundo vinha do nome da banda - o mesmo de uma droga então muito popular na Califórnia. O segundo disco também trazia regravações, como "River Deep, Mountain High" (sucesso na voz de Tina Turner), "We Can Work it Out" (Beatles) e "Kentucky Woman" (Neil Diamond). A composição "Wring That Neck" (chamada de "Hard Road" nos Estados Unidos, pela violência do nome) sobreviveu, no setlist do grupo, à extinção da primeira formação no ano seguinte. Foi o veículo de algumas das mais inspiradas trocas de solos entre Blackmore e Lord.
Em 1969, Blackmore e Lord estavam descontentes com a sonoridade do grupo. Ambos queriam experimentar mais com volume e eletricidade, mas consideravam que a voz de Evans não acompanharia as mudanças. O terceiro disco do grupo, chamado Deep Purple, reflete a tensão de uma banda que tinha os pés no rock inglês dos anos 60 e a cabeça em algo que ainda estava por ser criado. Sob convite do baterista Mick Underwood, em 24 de junho, Blackmore e Lord foram conferir uma apresentação do grupo Episode Six, de cujo vocalista (Ian Gillan) o ex-colega de Blackmore havia falado muito bem. Os dois membros do Deep Purple chegaram a subir ao palco para uma jam. Começou aí o mês mais tenso e criativamente decisivo em toda a carreira do Deep Purple.
Blackmore, Lord e Paice combinaram um teste com Ian Gillan. Ele levou seu amigo Roger Glover, baixista também do Episode Six. Juntos, os cinco gravaram o single "Hallellujah", no dia 7 de junho. Aprovados os dois, o Deep Purple passou a ter vida dupla. Durante o dia, a segunda formação ensaiava no Hanwell Community Centre; à noite, a primeira formação continuava se apresentando como se nada estivesse ocorrendo. Evans e Simper não sabiam o que estava por acontecer até a véspera da estreia da fase II nos palcos, em 10 de julho. A situação era tão maluca que, em 10 de junho de 1969, Episode Six e Deep Purple se apresentaram em bailes de Cambridge. O Deep Purple fez onze apresentações entre a escolha dos novos membros e a estreia da nova fase; o Episode Six, oito. Mas Gillan e Glover ainda fizeram outros quatro shows para cumprir contrato com o E6 até o dia 26 de julho, intercalando com os três primeiros shows da fase II.
Os projetos que já vinham ocorrendo, porém, continuaram. O terceiro disco tinha acabado de ser lançado na Inglaterra quando a nova formação, com sua proposta sonora mais ousada, estreou. Jon Lord também estava finalizando seu Concerto for Group & Orchestra, que seria apresentado no Royal Albert Hall, com a Royal Philharmonic Orchestra, no dia 24 de setembro. Nesse dia, além de mostrarem o novo tipo de composição idealizado por Lord (unindo as linguagens da música erudita e do rock), os ingleses de todas as classes sociais conheceram "Child in Time", composta ainda em Hanwell. A composição mostra tudo o que a nova formação trazia de novo em relação à anterior: mudanças de ritmo, solos poderosos, gritos de banshee. O novo Deep Purple era elétrico e explosivo, e isso ficaria muito claro no primeiro disco da nova formação - In Rock, lançado em junho de 1970. Os ingleses puderam conhecer faixa por faixa do novo disco via BBC durante os vários meses que levaram ao lançamento. Conheceram inclusive faixas inéditas, como "Jam Stew", e uma versão primitiva de "Speed King" chamada "Kneel and Pray", com uma letra completamente diferente e muito mais maliciosa do que a conhecida e cantada até hoje.
O segundo disco da fase II foi Fireball, que mantém a eletricidade mas envereda por um caminho mais experimental. Até um country ("Anyone's Daughter") o disco inclui, ao lado de longos instrumentais como os de "Fools" e canções mais próximas das que havia no disco anterior, como "Strange Kind of Woman". Os shows da turnê de 1971, disponíveis apenas em gravações piratas, mostram uma banda mais madura e mais ousada. É nessa turnê que Ian Gillan começa a fazer duelos de sua voz com a guitarra de Blackmore, por exemplo.

### Conquistando o mundo
O passo seguinte na experimentação do Deep Purple seria gravar um disco de estúdio feito nas mesmas condições de uma apresentação ao vivo. Todos juntos, num mesmo ambiente, criando e gravando juntos como nas longas jams instrumentais que eles faziam no palco. Eles já tinham algumas músicas quase prontas: "Highway Star" começou a ser criada dentro de um ônibus, quando um jornalista perguntou como eles criavam suas músicas. Blackmore disse: "assim", e começou a tocar um riff agitado. Gillan entrou na farra e começou a improvisar uma letra: "We're on the road, we're on the road, we're a rock'n'roll ba-and!". Em setembro, a primeira versão do que seria "Highway Star" já estava começando a ser experimentada no palco e no programa de TV alemão Beat Club. É dessa apresentação que vem o clipe de "Highway Star" em que Blackmore usa um chapéu de bruxo e Gillan balbucia palavras sobre Mickey Mouse e Steve McQueen. "Lazy" é outra canção que começou a ser testada no palco antes de ir ao estúdio.

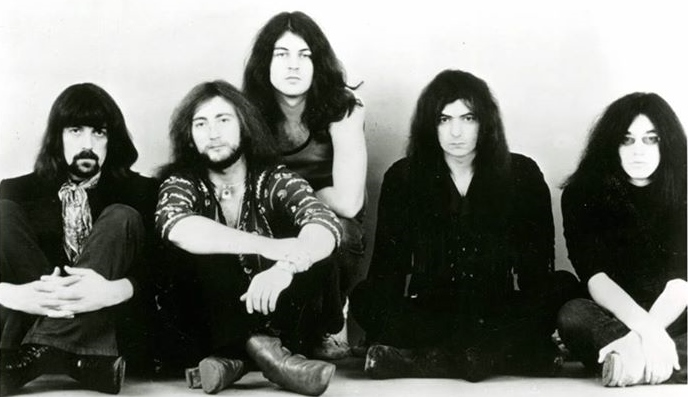
A formação clássica do Deep Purple, em 1971. Da esquerda para direita: Jon Lord, Roger Glover, Ian Gillan, Ritchie Blackmore, Ian Paice

Em dezembro de 1971, eles haviam achado o local certo para criar e gravar esse disco: Montreux, na Suíça, onde até hoje ocorre um famoso festival de jazz. O melhor lugar para gravar seria o grande cassino da cidade, onde tradicionalmente havia apresentações musicais. O cassino ainda não estava liberado para o Deep Purple quando eles chegaram - faltava uma última apresentação, de Frank Zappa, para encerrar a temporada. O grupo, então, foi assistir ao show. Zappa sempre foi um inovador do rock, e naquela apresentação em especial ele usava um sintetizador de última geração. No meio do show, alguém põe fogo no cassino. A música pára. Zappa grita: "FOGO! Arthur Brown, em pessoa!" e orienta os presentes a deixar o cassino calmamente. Em entrevistas, Roger Glover conta que todos realmente estavam calmos - o suficiente para que ele próprio ainda pudesse dar uma olhada no sintetizador antes de sair do prédio. Enquanto isso, Claude Nobs, que até hoje organiza o Festival de Jazz de Montreux, corria de um lado para o outro para tirar alguns espectadores de dentro do cassino.
O grupo foi transferido para o Grande Hotel de Montreux. No inverno, ele estava vazio, era frio e todos os móveis estavam guardados. Eles estacionaram do lado de fora a unidade móvel de gravação dos Rolling Stones, puxaram alguns fios, instalaram confortavelmente seus instrumentos nos corredores do hotel e começaram a ensaiar. O resultado é que até hoje todos os shows do Deep Purple contêm ao menos quatro das sete músicas do disco Machine Head, lançado em 1972.
A história inteira da gravação é contada em poucas palavras na música "Smoke on the Water", a última a ser gravada no disco. Blackmore havia criado um riff que não fora usado, apelidado então de "durrh-durrh". Não havia letra. Então veio a ideia de escrever sobre o que acontecera na gravação do disco. Gillan afirma que eles estavam num bar quando Roger Glover escreveu num guardanapo o título da música (que significava "fumaça sobre a água", uma boa descrição da fotografia que um jornal publicou no dia seguinte ao incêndio). Glover diz que a expressão lhe surgiu em um sonho e que Gillan lhe respondeu: "não vai rolar; parece nome de música sobre drogas, mas nós somos uma banda que bebe". Nenhum deles apostava que passaria mais de trinta anos tocando "durrh-durrh" toda noite, tamanho o sucesso que a música alcançou. Apesar de ter sido gravada em dezembro, ela só entrou no setlist em 9 de março, num show na BBC. Essa primeira apresentação consta de In Concert 1970-1972.
O ano de 1972 é movimentadíssimo, e nele o Deep Purple chegou pela primeira vez ao Japão, onde foi gravado seu mais famoso disco ao vivo, Made in Japan. Na Itália, o grupo também preparava a gravação de Who Do We Think We Are. O ritmo de trabalho da banda, porém, custou caro a eles. Por diversas vezes, membros do grupo ficaram doentes. O guitarrista Randy California chegou a substituir Blackmore em um show, e Roger Glover substituiu Gillan em outro. Os relacionamentos entre os membros - e especialmente entre Gillan e Blackmore - também não iam bem. Em dezembro, Gillan entregou seu pedido de demissão, avisando que deixaria o grupo no final de junho de 1973, dando aos empresários e aos colegas seis meses para decidir o que fazer do grupo.

### Tempo de mudanças
Em 29 de junho de 1973, na segunda viagem do grupo ao Japão e após um show impecável, em que Jon Lord incluiu o "Parabéns a Você" para Paice em seu solo de teclado (era o aniversário do baterista), Ian Gillan volta ao palco e avisa que seria o último show do Deep Purple com aquela formação. Durante o show, não havia nenhum outro sinal de desgaste. Em retrospecto, o silêncio de Gillan na hora de cantar o verso "no matter what we get out of this" ("não importa o que possamos tirar disso") em "Smoke on the Water" podia indicar que tudo o que ele poderia tirar daquilo já havia acabado. Glover também deixou o grupo, passando a se dedicar à produção, no departamento artístico da Purple Records - a gravadora do grupo.
O primeiro novo integrante recrutado para o Deep Purple, logo após o fim da fase II, foi o baixista Glenn Hughes, que cantava e tocava baixo no grupo Trapeze. A dupla habilidade empolgou Blackmore e Lord, mas ele não seria deixado sozinho nos vocais. O plano do Deep Purple era buscar a voz de Paul Rodgers (ex-Free, ex-Bad Company). Após um primeiro contato, ele pediu um tempo para pensar e decidiu continuar com sua banda na época, o então Free. Enquanto seguia a busca pelo novo vocalista, Blackmore e Hughes iam se conhecendo e tocando juntos. O que se tornaria o blues "Mistreated", sem a letra, foi composto nessa época.
A hipótese de tocar o grupo com apenas quatro membros foi cogitada, mas a ideia de ter dois vocalistas falou mais alto. Com essa ideia nas ruas, os empresários do Deep Purple não paravam de receber fitas de novos artistas. Uma delas fora enviada por um rapaz de vinte e um anos , que cantava desde os quinze anos : David Coverdale. Sua banda e o Deep Purple já haviam cruzado caminhos em novembro de 1969, num show na Universidade de Bradford, quando Gillan e Glover haviam acabado de entrar para o Deep Purple. O teste de Coverdale ocorreu em agosto de 1973. Durante seis horas, eles tocaram material do Deep Purple e canções mais conhecidas, como "Long Tall Sally" e "Yesterday". Quando Coverdale foi para casa, o restante do Deep Purple saiu para beber e decidiu: era o gordinho mesmo (nos meses seguintes, os empresários da banda lhe dariam alguns remédios para afinar a aparência).
Em 9 de setembro, o novo grupo se trancou por duas semanas no Castelo de Clearwell para compor. Empolgadíssimo, Coverdale - cuja experiência de palco era apenas com a gravação de demos - escreveu quatro letras diferentes para a música que seria "Burn". Uma delas se chamava "The Road". No dia 23, um dia depois de Coverdale completar vinte e dois anos, a fase III foi apresentada à imprensa inglesa. Em novembro, foi gravado o disco Burn, novamente em Montreux, com a mesma unidade móvel dos Rolling Stones com que foi gravado Machine Head. A nova equipe estrearia no palco em 8 de dezembro, na Dinamarca. Era a estreia da fase III do Deep Purple. O disco só sairia em 1974.
O som da nova formação era marcado pela maior velocidade e técnica de Blackmore na guitarra e pela tensão entre os dois cantores. No estúdio, os duetos eram perfeitos. No palco, Hughes punha a trabalhar toda a potência de seus pulmões sempre que podia, muitas vezes chegando a intimidar Coverdale. O baixista e cantor também acrescentou à receita do Deep Purple uma boa pitada de tempero de soul e funk - que Blackmore aceitou inicialmente a contragosto, por entender que apesar de este estilo estar nas paradas de sucesso da época, não fazia parte, até então, dos elementos constitutivos do som do Deep Purple.
Em 6 de abril de 1974, o grupo se apresentou na Califórnia, Estados Unidos, para uma plateia de duzentos mil pessoas - era o festival California Jam, que duraria doze horas e seria liderado pelo Deep Purple. O show, e particularmente o mau humor de Blackmore com o fato de ter de começar a tocar antes do anoitecer com câmeras em cima do palco, ficou famoso por ser explosivo: o guitarrista destruiu uma câmera em funcionamento com sua guitarra e, não contente, explodiu um amplificador. A silhueta do guitarrista em frente às chamas do amplificador é uma das cenas mais poderosas de toda a iconografia do rock. Trinta anos depois, Josh White, diretor de filmagens do evento, lembrou de como ele pode tê-lo induzido a isso:

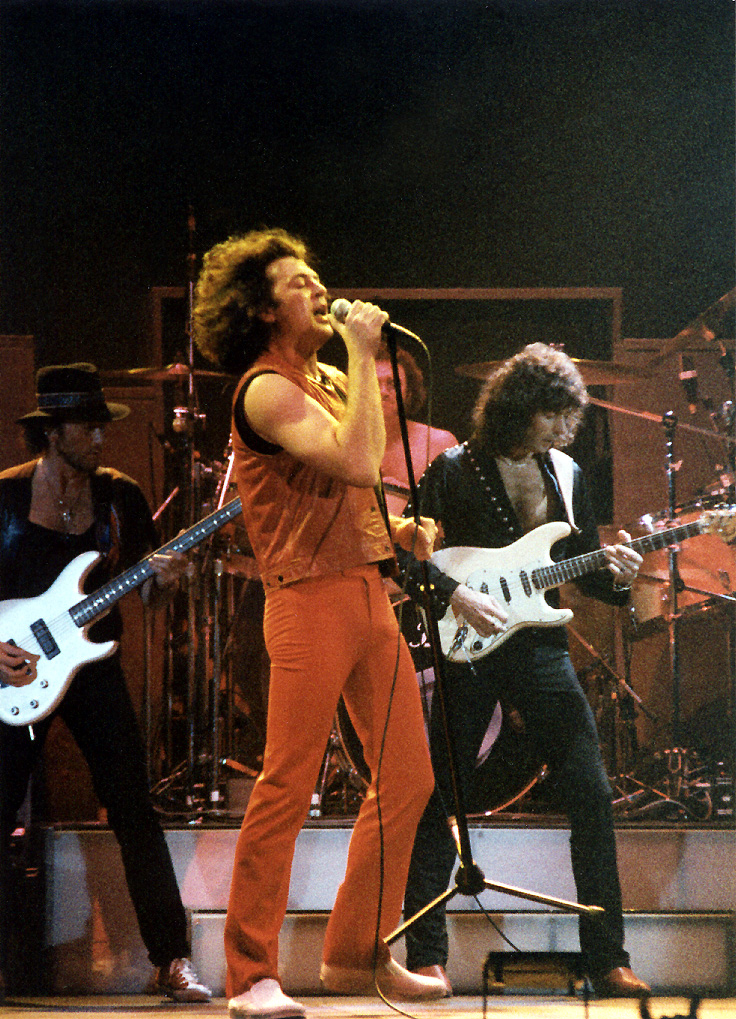
Deep Purple em San Franscico, Califórnia, em janeiro de 1985

"Eu falei com ele na noite anterior. O Deep Purple fez um ensaio técnico, e eu perguntei se ele ia quebrar a guitarra dele. E Richie disse: 'sim, talvez. Sei lá, que merda'. Ele estava meio puto com várias coisas que não tinham nada a ver comigo. E eu disse: 'Veja, se você for quebrar a guitarra, privilegie a câmera. Vou fazer uma bela filmagem e vai ficar genial'. E ele privilegiou bem a câmera, gerando US$ 8 mil de prejuízo."
A terceira formação do Deep Purple acabaria um ano depois de California Jam, em 7 de abril de 1975, uma semana antes de Blackmore completar trinta anos de idade. Era a turnê de lançamento do disco Stormbringer na Europa. Com ainda mais balanço soul/funk, o disco desagradou bastante a Blackmore. Ele já tinha algumas ideias na cabeça, e ao sair já tinha uma nova banda formada: o Rainbow. Restava ao grupo o dilema entre continuar sem Blackmore - o criador de todos os riffs que tornaram o Deep Purple famoso - ou partir para outra, aproveitando que o grupo era um dos mais lucrativos de toda a história do rock.
Decidiram continuar, convidando o guitarrista Tommy Bolin, o primeiro norte-americano a fazer parte do grupo. Com essa formação (fase IV), gravam o disco Come Taste the Band, ainda mais suingado. A turnê é complicada, um tanto devido aos problemas de Bolin e Hughes com drogas. Em vários shows, como o registrado em Last Concert in Japan, Bolin não conseguia tocar porque seu braço estava anestesiado de drogas. Garotos talentosos, de vinte e poucos anos, ao entrar em uma máquina de fazer dinheiro na indústria do entretenimento, correm o sério risco de perderem o senso de proporção. Foi o que ocorreu na época.
Bolin tinha dois agravantes: insegurança e baixa auto-estima. Tudo isso apesar de ter gravado belíssimos discos solo, ser considerado um gênio da guitarra e ter tocado com magos do jazz como o baterista Billy Cobham. Bolin não suportava ser comparado pelos fãs aos carismáticos antecessores que teve em grandes grupos de rock. O Deep Purple era a segunda vez em que ele substituía um grande guitarrista - anteriormente, havia tocado na James Gang. No Deep Purple, ele chegou a discutir com a plateia por algumas vezes, durante apresentações.

### Fim
Ao final do show de 15 de março de 1976, em Liverpool, David Coverdale desabafa com Lord: não havia mais clima para continuar com o Deep Purple. Lord desabafa de volta: não havia mais um Deep Purple para continuar. Acabou assim, em clima de confidência, a banda criada oito anos antes e que chegou a figurar no Guinness dos recordes como a mais barulhenta do mundo. Oito meses depois, Bolin morreria de overdose no Resort Hotel de Miami, após uma apresentação. E durante oito anos o Deep Purple permaneceria fora do ar.
Nesse período, os membros da banda fariam suas próprias carreiras e plantariam as bases para os futuros desenvolvimentos do Deep Purple. Por ordem de saída:
- Ian Gillan - Depois de um breve período de reclusão em que vendeu motos e tentou ter um hotel, foi resgatado para os palcos por Roger Glover e sentiu-se animado o suficiente para criar sua própria banda, a Ian Gillan Band. Numa espécie de jazz-rock, seguiu até o início dos anos 80. Em 1982, dissolveu a banda, para no ano seguinte gravar um disco com o Black Sabbath: Born Again.
- Roger Glover - Inicialmente, permaneceu próximo à Purple Records e foi quem mais teve contato com todos os galhos da gigantesca árvore genealógica do Deep Purple. Dois anos depois, conseguiu juntar no mesmo palco os melhores músicos da Inglaterra (muitos deles membros ou ex-membros do Deep Purple, ou seus colegas em outras bandas), no musical Butterfly Ball. Foi a primeira aparição pública de Ian Gillan após o fim do Deep Purple, substituindo Ronnie James Dio (que cantava no Rainbow de Blackmore e passaria depois pelo Black Sabbath). Produziu outras bandas, gravou dois discos solo e voltou a tocar baixo no Rainbow de Blackmore.
- Ritchie Blackmore - Com o Rainbow, teve uma das bandas de hard rock de maior sucesso do final dos anos 70 e início dos anos 80, apontando o holofote para músicos como Joe Lynn Turner e Don Airey, que anos mais tarde participariam do Deep Purple. Roger Glover chegou a tocar com ele.
- David Coverdale - Após dois discos solo, formou o Whitesnake e invadiu as paradas de FM dos anos 80. Na banda, tocou com Jon Lord e Ian Paice. De quando em quando, reúne o Whitesnake para turnês.
- Jon Lord - Teve uma carreira solo interessante, misturando suas várias influências musicais (clássico, rock e jazz). Compôs trilhas sonoras de filmes com Tony Ashton e os dois se juntaram a Paice para o projeto Paice, Ashton e Lord. Mais tarde, uniu-se a Coverdale no Whitesnake. Depois de lutar contra um câncer, Lord veio a morrer em 16 de julho de 2012.[11]
- Ian Paice - Tocou com diversos músicos, inclusive com Gary Moore, além de Paice, Ashton e Lord e Whitesnake.
- Glenn Hughes - Reuniu o Trapeze, gravou vários discos solo, tocou com Gary Moore e Pat Thrall, lutou consigo mesmo para se livrar das drogas, cantou no Black Sabbath e mais recentemente gravou dois discos com o também ex-Deep Purple Joe Lynn Turner: o Hughes-Turner Project (HTP).

### Recomeço

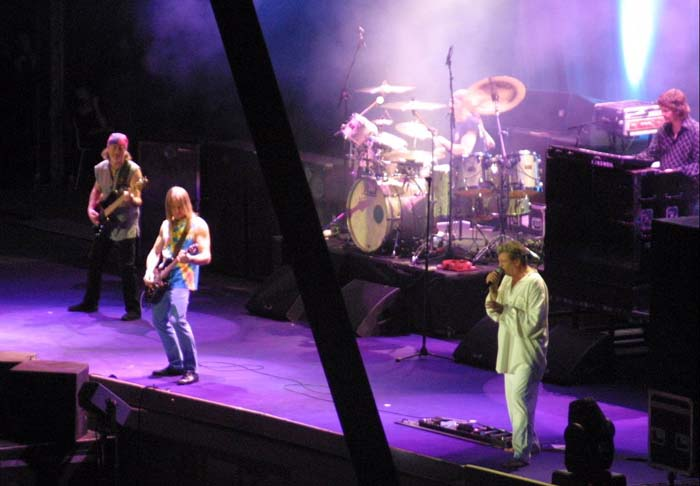
Deep Purple em Berlim, 2003

Em 1984, foi anunciada a volta do Deep Purple com a sua formação de maior sucesso (fase II), com Gillan, Blackmore, Paice, Glover e Lord. É lançado o primeiro disco de inéditas desde 1975, chamado Perfect Strangers, que foi seguido por The House of Blue Light, de 1987. Das turnês destes dois discos, sai o ao vivo Nobody's Perfect, lançado em 1988. Em 1989, Gillan decide sair novamente da banda, e em seu lugar entra o vocalista Joe Lynn Turner, (ex-Rainbow). Com esta nova formação, a banda saiu em uma bem-sucedida turnê que foi muito bem elogiada pelos fãs. Embora o novo álbum com Turner, Slaves and Masters, tenha sido comercialmente fraco, a sua turnê não foi. Os shows foram marcados por performances impecavéis da banda e pela excelente presença de palco do vocalista Joe Lynn Turner. Vale lembrar que nessa turnê, o Deep Purple veio ao Brasil pela primeira vez. O set-list continha clássicos da época de Coverdale, e muitos que a banda não tocava há algum tempo.
A banda terminou a turnê no fim de 1991, e em abril de 1992, começa a gravar o que se tornaria o álbum The Battle Rages On.... Este álbum foi inicialmente gravado e escrito com Joe Lynn Turner ainda na banda, mas no meio de setembro de 1992, Joe é despedido do grupo e em seu lugar entra novamente Ian Gillan, que termina o que restou do The Battle Rages On..., regravando-o com sua voz. O álbum foi lançado em 1993.
Em dezembro de 1993, após a saída de Ritchie Blackmore devido a conflitos constantes sobre o estilo musical a ser seguido, o guitar-hero Joe Satriani foi convidado a integrar a banda e juntou-se ao Purple para participar da turnê internacional pelo Japão. Com o sucesso dos shows, Satriani foi convidado pelos demais integrantes para permanecer como meMembro efetivo dela, mas declinou, mais preocupado com sua carreira solo e com o contrato para um álbum assinado com a Sony. Antes disso, entretanto, ainda chegou a participar da turnê europeia como guitarrista da banda em 1994, fazendo seu último show com a banda em julho, na Áustria. Após este concerto, Satriani deixou o Purple e cedeu o lugar para o guitarrista Steve Morse, que já havia integrado as bandas Dixie Dregs e Kansas. Steve Morse é o guitarrista do Deep Purple até os dias de hoje.
A banda se revitaliza e volta com o Purpendicular, de 1996, trazendo novos elementos, porém valorizando os desafios entre guitarras e órgão que fizeram a base musical do estilo do Deep Purple. Segue o razoável Abandon em 1998. Em 2002, o tecladista Jon Lord decide abandonar a estrada, e em seu lugar entra Don Airey, um tecladista que passou por diversas bandas de hard rock, entre elas, o Rainbow, de Ritchie Blackmore e o Whitesnake, de David Coverdale, além de Ozzy Osbourne. Com Airey, Gillan, Morse, Glover e Paice são lançados os discos Bananas, em 2003, e Rapture of the Deep, em 2005.
Em 2012, o Deep Purple anunciou que vai entrar em processo de produção de um novo disco de estúdio, o primeiro desde 2005.
Em 16 de julho de 2012, o tecladista Jon Lord morre. Ele lutava há quase um ano contra um cãncer no pâncreas. Vários músicos de renome expressaram sua tristeza acerca do ocorrido, tais como Geezer Butler, David Coverdale, Lars Ulrich, Tony Iommi, Mike Portnoy, Axl Rose, Slash, Bill Ward, Jordan Rudess, além de sua antiga banda, o próprio Deep Purple.
Em 25 de julho de 2022, a banda solta uma nota informando que o guitarrista Steve Morse estaria temporiariamente afastado da banda para cuidar de sua esposa, que na época havia sido diagnosticada com câncer. Para substituí-lo, o guistarrista Simon McBride foi contratado para assumir a agenda de shows de Steve. Em 16 de setembro de 2022, a banda oficialmente anuncia a saída de Steve Morse e concretiza a entrada permanente de Simon McBride como guitarrista da nova formação Mark IX da banda.

## O melhor riff da história do rock
Em abril de 2008, os alunos da London Tech Music School, uma das mais conceituadas escolas de música da Grã-Bretanha e de onde saíram integrantes de bandas como o Radiohead, The Kinks e The Cure, elegeram o clássico "Smoke on the Water", um dos maiores sucessos da banda, como o maior riff de todos os tempos na história do rock, na frente de outros clássicos como "Whole Lotta Love" do Led Zeppelin, "My Generation" do The Who,  "Born To Be Wild" do Steppenwolf e "Iron Man" do Black Sabbath.[carece de fontes?]

## Integrantes
Membros atuais

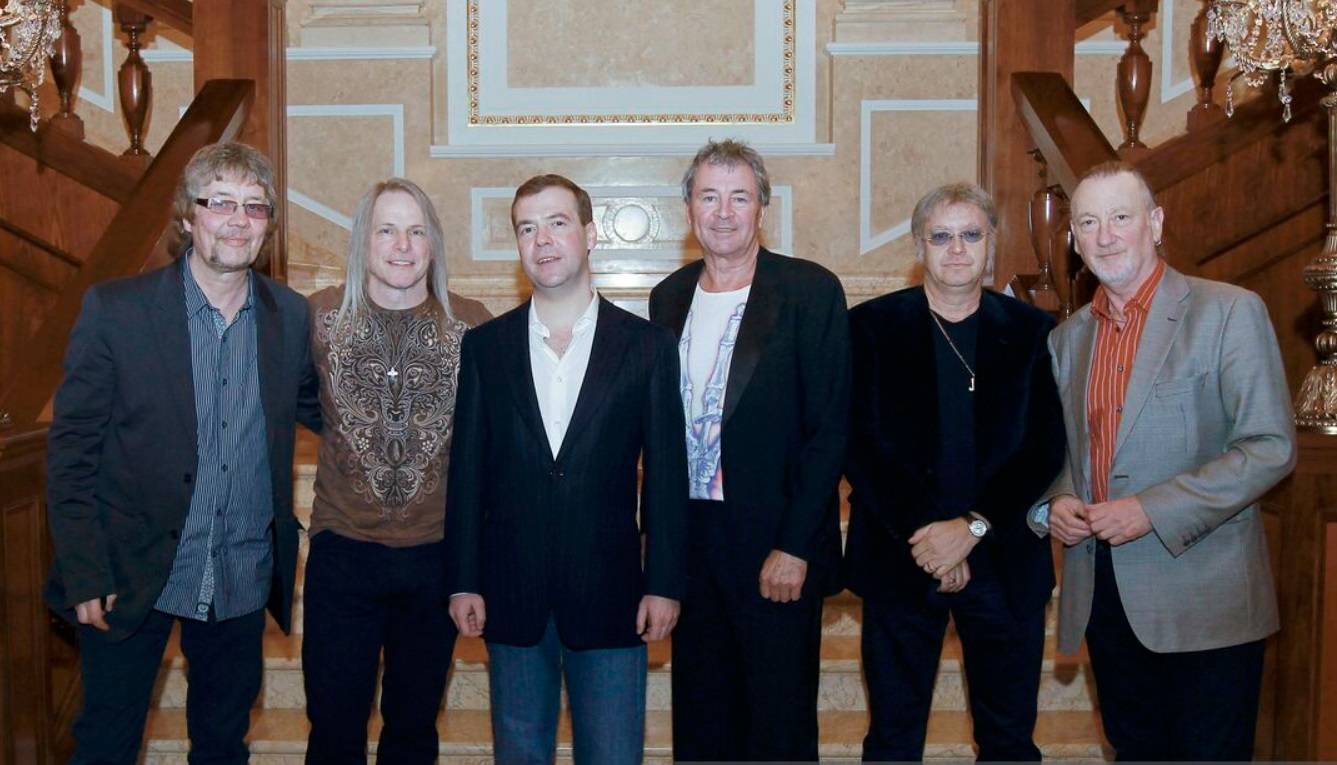
Atuais membros do Deep Purple com o presidente russo Dmitry Medvedev em 2011

- Ian Paice – bateria, percussão (1968–1976, 1984–presente)
- Roger Glover – baixo (1969–1973, 1984–presente)
- Ian Gillan – vocal, harmônica, percussão (1969–1973, 1984–1989, 1992–presente)
- Simon McBride – guitarra (2022–presente)
- Don Airey – órgão, teclado (2002–presente)

Membros antigos
- Jon Lord – órgão, teclado, vocal de apoio, arranjos de cordas (março de 1968 – março de 1976, abril de 1984 – fevereiro de 2002)
- Ritchie Blackmore – guitarra (março de 1968 – junho de 1975, abril de 1984 – novembro de 1993)
- Rod Evans – vocal (março de 1968 – julho de 1969)
- Nick Simper – baixo, vocal (março de 1968 – julho de 1969)
- Glenn Hughes – baixo, vocal (julho de 1973 – março de 1976)
- David Coverdale – vocal, guitarra base (agosto de 1973 – março de 1976)
- Tommy Bolin – guitarra solo, vocal, baixo (junho de 1975 – março de 1976)
- Joe Lynn Turner – vocal (dezembro de 1989 – agosto de 1992)
- Joe Satriani – guitarra (dezembro de 1993 – julho de 1994)
- Steve Morse – guitarra (1994–setembro de 2022)

Linha do tempo

## Discografia
O Deep Purple já lançou vinte e um álbuns de estúdio desde 1968. Eles vêm sendo gradualmente relançados em versão remasterizada, com faixas extras.
Álbuns de estúdio
- Shades of Deep Purple (1968)
- The Book of Taliesyn (1968)
- Deep Purple (1969)
- In Rock (1970)
- Fireball (1971)
- Machine Head (1972)
- Who Do We Think We Are (1973)
- Burn (1974)
- Stormbringer (1974)
- Come Taste the Band (1975)
- Perfect Strangers (1984)
- The House of Blue Light (1987)
- Slaves and Masters (1990)
- The Battle Rages On... (1993)
- Purpendicular (1996)
- Abandon (1998)
- Bananas (2003)
- Rapture of the Deep (2005)
- Now What?! (2013)
- Infinite (2017)
- Whoosh! (2020)
- Turning to Crime (2021)
- =1 (2024)

## Turnês
- Deep Purple Debut Tour, 1968
- Shades of Deep Purple Tour, 1968
- The Book of Taliesyn Tour, 1968

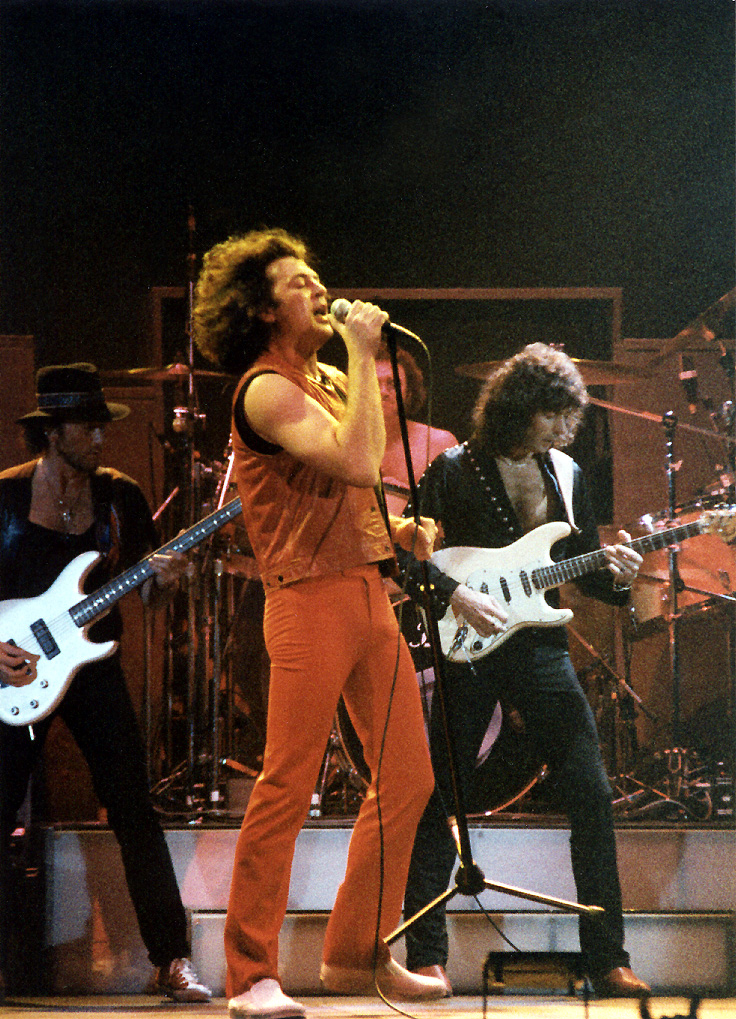
Deep Purple no Cow Palace, São Francisco, Califórnia, 31 de janeiro de 1985

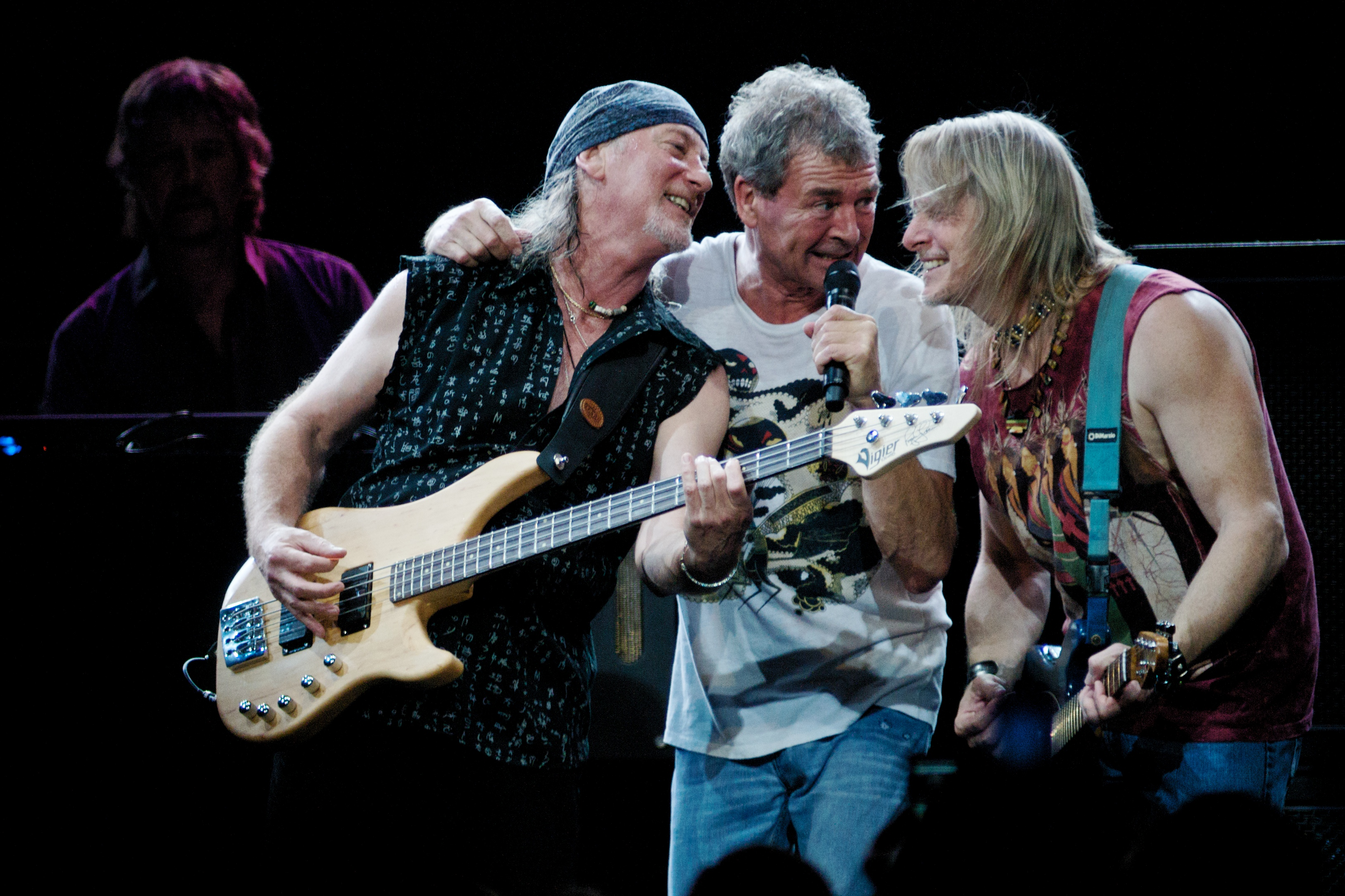
Deep Purple no Brasil, em março de 2009

- Deep Purple European Tour (pre-tour para o In Rock), 1969–1970
- In Rock World Tour, 1970–1971
- Fireball World Tour, 1971–1972
- Machine Head World Tour, 1972–1973
- Deep Purple European Tour 1974
- Burn World Tour, 1974
- Stormbringer World Tour, 1974–1975
- Come Taste The Band World Tour, 1975–1976
- Perfect Strangers World Tour, aka Reunion Tour 1984–1985
- The House of Blue Light World Tour, 1987–1988
- Slaves and Masters World Tour, 1991
- Deep Purple 25 Years Anniversary World Tour, aka The Battle Rages on Tour, 1993
- Deep Purple and Joe Satriani Tour, 1993–1994
- Deep Purple Secret Mexican Tour (pequena tour de aquecimento com Steve Morse), 1994
- Deep Purple Secret USA Tour, 1994–1995
- Deep Purple Asian & African Tour, 1995
- Purpendicular World Tour, 1996–1997
- A Band on World Tour, 1998–1999
- Concerto World Tour, 2000–2001
- Deep Purple World Tour, 2001–2003
- Bananas World Tour, 2003–2005
- Rapture of the Deep Tour, 2006–2011
- The Songs That Built Rock Tour, 2011–2012
- Now What? World Tour, 2013–2014
- World Tour, 2016–2016
- The Long Goodbye Tour, 2017